# Dede Gardner

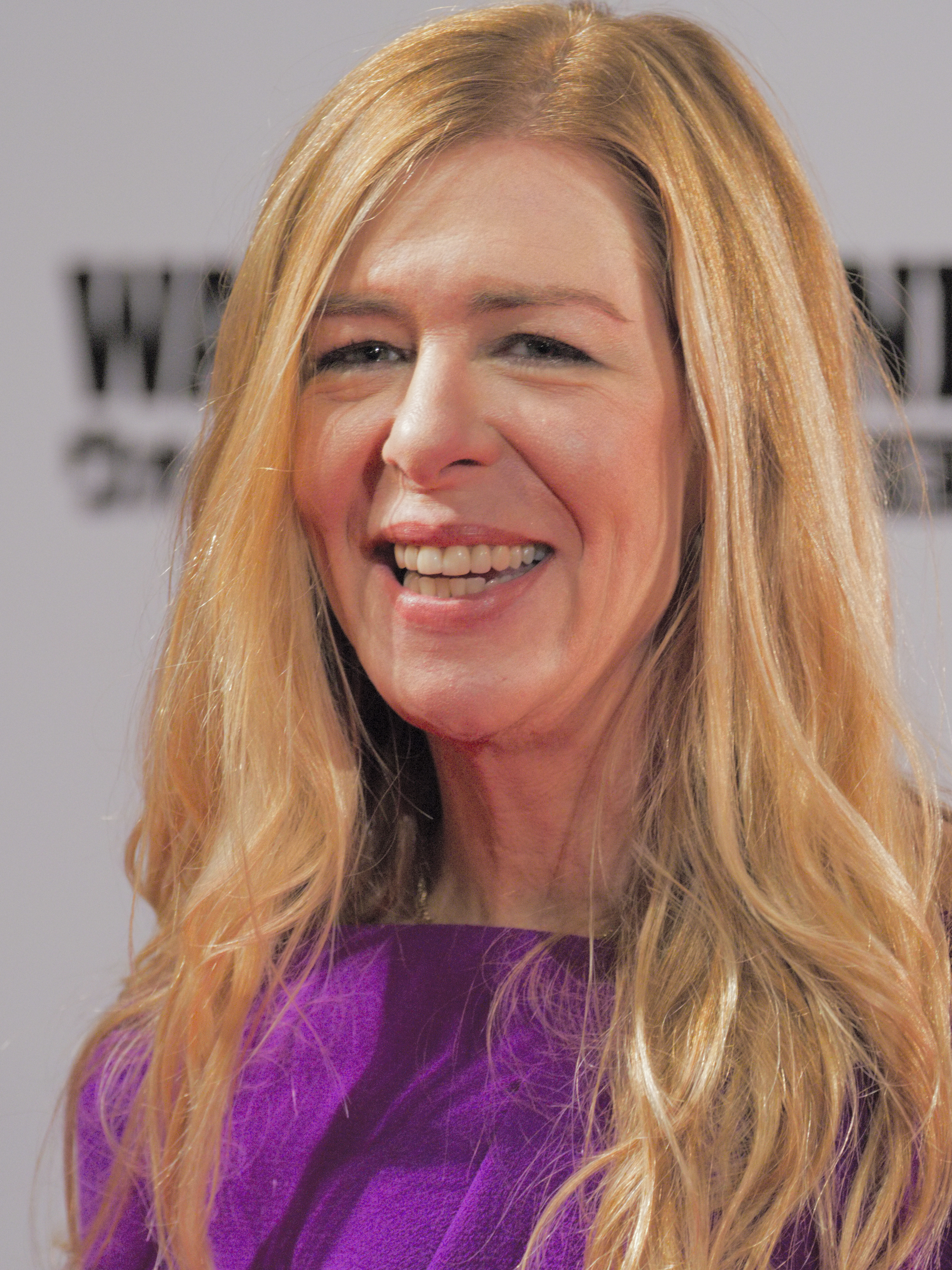
Dede Gardner (2017)

Dorcas Wright „Dede“ Gardner (* 16. Oktober 1967) ist eine US-amerikanische Filmproduzentin.

## Leben und Wirken
Gardner wuchs in Winnetka im Bundesstaat Illinois auf. Sie ist die Tochter von John Gardner, Partner der Investmentbank William Blair & Company und Dorothy Gardner, Präsidentin der Stiftung Michael Reese Health Trust in Chicago.
Gardner studierte Englische Literatur an der Columbia University. 1990 schloss sie das Studium cum laude mit dem Bachelor ab. Im Anschluss arbeitete sie als Locationscout in New York. In dieser Funktion war sie unter anderem an den Filmen Zeit der Unschuld und Romeo Is Bleeding beteiligt. Danach arbeitete sie für New Yorker Künstler- und Literaturagenten, zunächst für Scott Landis bei Innovative Artists und ab 1994 für Joni Evans bei der William Morris Agency.
1996 wurde Gardner Director of Creative Affairs bei Paramount Pictures. Im Frühjahr 1998 stieg sie zur Vize-Produktionsleiterin (Vice President Of Production) auf, 2001 schließlich zur Senior-Vize-Produktionsleiterin. Während ihrer 7 Jahre andauernden Anstellung bei Paramount war sie unter anderem an Entwicklungs- und Produktionsprojekten zu den Filmen In & Out, Ein einfacher Plan und Election beteiligt.
Am 9. September 2000 heiratete sie Jonathan Berg, Inhaber des Filmproduktionsunternehmens Berg-Saccani Entertainment.
Von Paramount wechselte Gardner zu Plan B Entertainment, einer 2003 unter anderem von Brad Pitt gegründeten Filmproduktionsgesellschaft. Sie wurde Präsidentin des Unternehmens und Koproduzentin von Spielfilmen wie Die Ermordung des Jesse James durch den Feigling Robert Ford, Ein mutiger Weg und The Tree of Life. Für die Produktion des Filmdramas 12 Years a Slave wurde sie 2014 mit einem Oscar ausgezeichnet. Die Auszeichnung teilte sie sich mit Brad Pitt, Jeremy Kleiner, Steve McQueen und Anthony Katagas. 2017 folgte eine weitere Auszeichnung mit dem Oscar für Moonlight.

## Filmografie (Auswahl)
als Locationscout
- 1992: Boomerang
- 1993: Zeit der Unschuld (The Age of Innocence)
- 1993: Romeo Is Bleeding
- 1993: Drei von ganzem Herzen (Three of Hearts)
- 1993: Mac.
- 1994: Angie

als Produzentin
- 2006: Krass (Running with Scissors)
- 2007: Die Ermordung des Jesse James durch den Feigling Robert Ford (The Assassination of Jesse James by the Coward Robert Ford)
- 2007: Ein mutiger Weg (A Mighty Heart)
- 2007: Year of the Dog
- 2009: Die Frau des Zeitreisenden (The Time Traveler’s Wife)
- 2009: Pippa Lee
- 2010: Eat Pray Love
- 2011: The Tree of Life
- 2012: Killing Them Softly
- 2013: World War Z
- 2013: 12 Years a Slave
- 2014: Selma
- 2015: True Story – Spiel um Macht (True Story)
- 2015: The Big Short
- 2016: Voyage of Time (Dokumentarfilm)
- 2016: Moonlight
- 2016: Die versunkene Stadt Z (The Lost City of Z)
- 2017: Okja
- 2017: War Machine
- 2017: Im Zweifel glücklich (Brad’s Status)
- 2018: Beautiful Boy
- 2018: If Beale Street Could Talk
- 2018: Vice – Der zweite Mann (Vice)
- 2019: The Last Black Man in San Francisco
- 2019: Ad Astra – Zu den Sternen (Ad Astra)
- 2019: The King
- 2020: Kajillionaire
- 2020: Minari – Wo wir Wurzeln schlagen (Minari)
- 2020: Irresistible – Unwiderstehlich (Irresistible)
- 2022: Paper Girls (Fernsehserie)
- 2022: Die Aussprache (Women Talking)
- 2022: Blond (Blonde)
- 2022: She Said
- 2023: Landscape with Invisible Hand
- 2024: Bob Marley: One Love
- 2024: Beetlejuice Beetlejuice
- 2024: Nickel Boys
- 2024: Wolfs
- 2025: Mickey 17

## Auszeichnungen (Auswahl)
- 2011: Gotham Award in der Kategorie „Bester Film“ für The Tree of Life
- 2012: Oscar-Nominierung in der Kategorie „Bester Film“ für The Tree of Life
- 2012: AFI Award für The Tree of Life
- 2014: Oscar in der Kategorie „Bester Film“ für 12 Years a Slave
- 2014: BAFTA Award für 12 Years a Slave
- 2014: AFI Award für 12 Years a Slave
- 2015: Oscar-Nominierung in der Kategorie „Bester Film“ für Selma
- 2016: Oscar-Nominierung in der Kategorie „Bester Film“ für The Big Short
- 2017: Oscar in der Kategorie „Bester Film“ für Moonlight
- 2019: Oscar-Nominierung in der Kategorie „Bester Film“ für Vice – Der zweite Mann
- 2023: Goldene-Himbeere in der Kategorie „Schlechtester Film“ für Blond
- 2023: Oscar-Nominierung in der Kategorie „Bester Film“ für Die Aussprache
- 2025: Oscar-Nominierung in der Kategorie „Bester Film“ für Nickel Boys